# Perret
Perret (en bretón Perred) era una comuna francesa situada en el departamento de Costas de Armor, de la región de Bretaña, que el uno de enero de 2017 pasó a ser una comuna delegada de la comuna nueva de Bon-Repos-sur-Blavet al unirse con las comunas de Laniscat y Saint-Gelven.

## Demografía
| Gráfica de evolución demográfica de Perret entre 1800 y 2014 |
|                                                              |

Los datos demográficos contemplados en este gráfico de la comuna de Perret se han cogido de 1800 a 1999 de la página francesa EHESS/Cassini, y los demás datos de la página del INSEE.